# 伊利諾伊鎮區 (堪薩斯州拉什縣)
伊利諾伊鎮區（英語：Illinois Township）是位於美國堪薩斯州拉什縣的一個行政鎮區。

## 地方資料
伊利諾伊鎮區的面積為124.39平方千米，當中陸地面積為124.37平方千米，而水域面積為0.02平方千米。根據2010年美國人口普查的數據，當地共有人口55人，而人口密度為每平方千米0.44人。

## 外部連結
- US-Counties.com
- City-Data.com （页面存档备份，存于）